# 中1線
中1線 船頭埔－五里牌，是位於臺中市的一條鄉道，北起臺中市大甲區船頭埔，南至臺中市大甲區五里牌，全長3.561公里。1961年此路首次列入鄉道系統，當時是 中2線的後半段，重編鄉道後才改為現今路線。

## 路線說明
臺中市
- 大甲區：船頭埔0.0k（起點， 中2線岔路）→ 順帆路 → 中1線交流道（聯絡 台61線）→ 西歧（ 中125線岔路，與之暫時共線） → 五里牌3.561k（終點， 台1線岔路）

## 沿線景點、設施
- 大甲鎮立福德托兒所（正對起點）
- 臺中市大甲區西歧國民小學

## 交會重要道路
- 台61線
- 中125線（可通往同安厝或建興）
- 台1線